# Agrotis extrema
Agrotis extrema là một loài bướm đêm trong họ Noctuidae.